# 下津駅
下津駅（しもつえき）は、和歌山県海南市下津町下津にある、西日本旅客鉄道（JR西日本）紀勢本線（きのくに線）の駅である。
旧・下津町の中心部へは加茂郷駅が近い。

## 歴史
- 1924年（大正13年）8月20日：鉄道省紀勢西線初島駅（当時は未開設） - 加茂郷駅間に開業[1][2]。
- 1959年（昭和34年）7月15日：現在の紀勢本線が全通、紀勢本線所属となる[1]。
- 1984年（昭和59年）2月1日：貨物取扱を廃止[2]。
- 1985年（昭和60年）3月14日：荷物扱い廃止[2]。
- 1987年（昭和62年）4月1日：国鉄分割民営化に伴い、西日本旅客鉄道（JR西日本）の駅となる[1][2]。
- 1990年（平成2年）2月3日：現在の駅舎となる[3]。
- 2018年（平成30年）3月17日：この日より終日無人駅となる[4]。
- 2020年（令和2年）3月14日：ICカード「ICOCA」が利用可能となる[5]。

## 駅構造
相対式ホーム2面2線を有する地上駅。配線上では棒線駅であるが、場内・出発信号機を備え、閉塞の境界として機能している。和歌山方面行きホームに駅舎があり、反対側の御坊方面行きホームへは跨線橋で連絡している。ホームの嵩上げは行われていない。
和歌山駅が管理する無人駅。タッチパネル式自動券売機が1台設置されている。
以前は駅に隣接して丸善石油下津製油所の鉄道出荷設備があり、タンク貨車出荷を行っていた事から上下本線の間に中線を持っていた。現在は撤去されているが、上下線の間に1線分の空間が残る。

### のりば
| のりば | 路線       | 行先               |
| ------ | ---------- | ------------------ |
| 1      | きのくに線 | 和歌山・天王寺方面 |
| 2      | きのくに線 | 御坊・新宮方面     |

- 上表の路線名は旅客案内上の名称（愛称）で表記している。

## 利用状況
近年の1日平均乗車人員の推移は以下の通りである。
| 年度   | 1日平均 乗車人員 |
| ------ | ---------------- |
| 1998年 | 735              |
| 1999年 | 698              |
| 2000年 | 685              |
| 2001年 | 634              |
| 2002年 | 611              |
| 2003年 | 591              |
| 2004年 | 594              |
| 2005年 | 585              |
| 2006年 | 567              |
| 2007年 | 538              |
| 2008年 | 519              |
| 2009年 | 496              |
| 2010年 | 485              |
| 2011年 | 476              |
| 2012年 | 460              |
| 2013年 | 488              |
| 2014年 | 463              |
| 2015年 | 480              |
| 2016年 | 460              |
| 2017年 | 455              |
| 2018年 | 418              |
| 2019年 | 383              |
| 2020年 | 314              |
| 2021年 | 310              |
| 2022年 | 312              |

## 駅周辺
- 海南市下津行政局下津出張所
- 海南市民交流センター
- 海南市下津図書館
- 海南市拝待体育館
- 海南市立下津小学校
- 海南市立下津第一中学校
- 日本郵便 下津郵便局
- 熊野古道
- 国道42号
- 海南市コミュニティバス「下津駅前」停留所 - 鰈川線

## 隣の駅
西日本旅客鉄道（JR西日本）
 きのくに線（紀勢本線）
■快速
通過
■普通（阪和線内で直通快速または紀州路快速となる列車を含む）
初島駅 - 下津駅 - 加茂郷駅